# 恵那市立明智小学校
恵那市立明智小学校（えなしりつ あけちしょうがっこう）とは、岐阜県恵那市にある公立小学校。

## 沿革
- 1872年（明治5年）11月21日 - 明知村に訓蒙義校が開校する。
- 1873年（明治6年）4月1日 - 明知学校に改称する。
- 1886年（明治19年） - 明知小学校に改称する。高等科、尋常科、簡易科を設置する。
- 1888年（明治21年） - 明知尋常高等小学校に改称する。
- 1889年（明治22年）7月1日 - 明知村が町制施行、明知町が発足する。
- 1909年（明治42年） - 現在地に移転する。
- 1941年（昭和16年） - 明知国民学校に改称する。
- 1947年（昭和22年）
  - 4月1日 - 明知町立明知小学校に改称する。
  - 4月23日 - 静波村立杉野小学校が閉校。旧・杉野小学校の児童は明知小学校への委託となる。
- 1954年（昭和29年）7月1日 - 明知町と静波村が合併し、明智町が発足。同時に明智町立明智小学校に改称する。
- 1955年（昭和30年）4月1日 - 三濃村横通地区が明智町に編入される。三濃村立三濃小学校横通分校は明智小学校横通分校となる。
- 1963年（昭和38年） - 横通分校を廃止。
- 1964年（昭和39年） - 東方小学校を統合する。
- 1978年（昭和53年） - 新校舎（鉄筋コンクリート造）が完成。
- 2004年（平成16年）10月25日 - 恵那市と岩村町、山岡町、明智町、上矢作町、串原村が合併して、恵那市が発足する。同時に恵那市立明智小学校に改称する。
- 2007年（平成19年） - 新体育館が完成する。
- 2014年（平成26年） - 恵那市立吉田小学校を統合する。

## 通学区域
- 通学区域は明智町全域である。公立中学校の進学先は恵那市立明智中学校である[1]。